# Föhn (vânt)

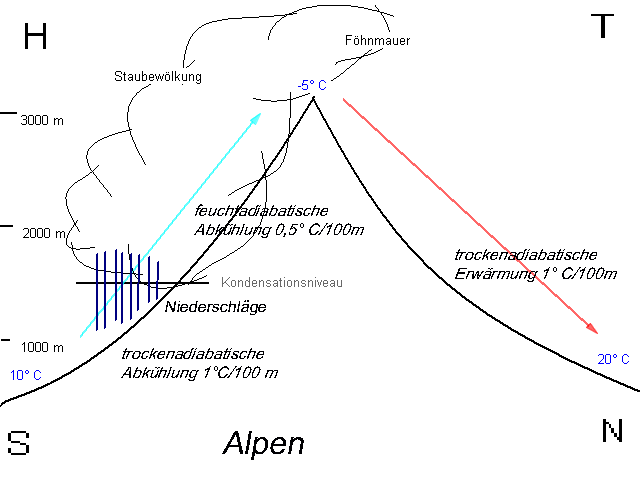
Ilustrarea mişcărilor aerului în cazul vântului föhn

Un curent ascendent de munte (pe vânt, stânga) duce la încălzirea maselor de aer descendent (dreapta) pe partea sub vânt (föhn)

Un vânt föhn, uneori vânt foehn, este un tip de vânt descendent care apare pe versantul protejat al unui munte. Föhnul are loc ca urmare a unei mișcări ascensionale a aerului (de obicei) de-a lungul peretelui vertical (sau mai abrupt) al unui munte, (ascensiune orografică), urmată de descindere în partea cealaltă a masivului. 

## Etimologie
Cuvântul föhn este împrumutat din limba germană, Föhn. Forma foehn este un împrumut din limba franceză, care este, la rândul său, un împrumut al unui cuvânt german dialectal, fœhn, iar acesta provine din cuvântul din latină, favonius, favonii, „zefirul”, „vânt călduț de primăvară”.

## Descriere
Pe măsură ce curentul de aer se mișcă ascensional de-a lungul pantei muntelui, aerul se destinde și ca atare se răcește, determinând transformarea vaporilor de apă în precipitații. Devenind dehidratat, curentul de aer continuă mișcarea ascensională până la atingerea crestei sau vârfului muntelui, după care își continuă mișcarea descensional, în partea cealaltă a abruptului. Pe măsură ce coboară panta domoală a muntelui temperatura aerului crește adiabatic datorită creșterii presiunii atmosferice odată cu atingerea unei altitudini mai joase, ca rezultat, acest front de aer creează vânturi puternice, furtunoase, calde și uscate. În doar câteva ore, un astfel de front de aer poate produce creșteri de până la 30°C. 
Numele dat acestui tip de vânt, föhn, este provenit din germană, fiind pronunțat [føːn], este originar din Alpi și Europa centrală, unde climatul este sensibil influențat datorită existenței acestuia.  Vântul föhn este faimos printre montaniarzii Alpilor, și în special printre cei urcând masivul Eiger, întrucât creează dificultăți suplimentare la cele deja existente oricum datorate structurii montane foarte accidentate.